# Drapetis acrodactyla
Drapetis acrodactyla är en tvåvingeart som beskrevs av Axel Leonard Melander 1928. Drapetis acrodactyla ingår i släktet Drapetis och familjen puckeldansflugor. Inga underarter finns listade i Catalogue of Life.